# 닉 애디튼
닉 애디튼(Nick additon, 1987년 12월 16일 ~ )은 미국의 야구 선수이자, 전 대만 중화 직업봉구 대연맹 중신 브라더스의 투수이다.

## 미국 프로야구 시절
2006년 세인트루이스 카디널스에 입단하였다.

## 대만 프로야구 시절
2016년 중신 브라더스에 입단하였다.

## 한국 프로야구 시절

### 롯데 자이언츠시절
2017년에 새로 영입됐던 투수인 파커 마켈을 대체할 투수로 영입됐다. 시즌 초 몇 경기는 호투하였으나 브룩스 레일리와 동반부진하여 2군으로 강등되었다.
1군 복귀 후 반등하는 모습을 보였으나 결국 7월 12일에 퇴출되었다. 그의 대체 용병으로는 조쉬 린드블럼이 재영입되었다.

## 대만 프로야구 복귀
2018년에 중신 브라더스에 복귀하였는데 그 해 6월 9일 노히트노런의 대기록을 세웠고 2019년을 끝으로 은퇴했다.